# Арлаускис, Гедрюс
Ге́дрюс Арла́ускис (лит. Giedrius Arlauskis; род. 1 декабря 1987, Тельшяй) — литовский футболист, вратарь. Выступал за сборную Литвы.

## Карьера

### Клубная
В сезоне 2008/09 чемпионата Румынии «Униря» выиграла первенство, и Гедрюс был признан лучшим вратарём лиги.
В сезоне 2009/10 Лиги чемпионов, несмотря на юный возраст, являлся основным вратарём клуба «Униря».
20 августа 2010 года подписал контракт с «Рубином». В чемпионате России дебютировал 20 ноября 2010 года в матче против петербургского «Зенита». Матч завершился со счётом 2:2. 17 февраля 2011 года провёл дебютный матч сезона против нидерландского «Твенте» в Лиге Европы. Матч закончился поражением «Рубина» со счётом 0:2. В мае 2014 года у него закончился контракт с клубом, стать основным вратарём так и не смог.
Летом 2014 года перешёл в румынский «Стяуа» на правах свободного агента. Футболист признался, что находился в «Рубине» ради денег.
В июне 2015 года перешёл в «Уотфорд».

### Сборная
Дебютировал в составе сборной Литвы в 2008 году.

## Достижения
«Униря»
- Чемпион Румынии: 2008/09

«Рубин»
- Обладатель Кубка России: 2011/12
- Обладатель Суперкубка России: 2012

«ЧФР Клуж»
- Чемпион Румынии (5): 2017/18, 2018/19, 2019/20, 2020/21, 2021/22
- Суперкубок Румынии (2): 2018, 2020

Личные
- Лучший футболист Литвы: 2014